# Championnats du monde de tennis de table 1951
Navigation
Édition précédente Édition suivante
Les championnats du monde de tennis de table 1951, dix-huitième édition des championnats du monde de tennis de table, ont lieu du 2 au 11 mars 1951 à Vienne, en Autriche.
Le titre messieurs est remporté par le britannique Johnny Leach.
Le titre en double dames est remporté par Diane Rowe associée à sa sœur Rosalind Rowe (en).